# Hashem Shabani
Hashem Shabani, también conocido como Hashem Shabaninejad, fue un poeta iraní y defensor de los derechos humanos de los árabes iraníes. Su obra está compuesta en ambas lenguas: árabe y persa. También ejerció como profesor de bachillerato de lengua y literatura árabes.  Como activista promovió la cultura arábiga en Irán. Durante febrero de 2011, fue arrestado por las autoridades gubernamentales junto a otros cuatro árabes ahvazíes, aparentemente por su participación en dicas actividades culturales.
En diciembre de 2011, fue emitido un programa de la televisión iraní Press TV en el cual Shabani y otros dos ahvazíes confesaron formar parte de un grupo árabe terrorista. Algunas organizaciones de defensa de los derechos humanos denunciaron que estas confesiones habían sido obtenidas forzadamente bajo tortura. En julio de 2012, Shabani y los otros cuatro presos detenidos con él fueron sentenciados a muerte por el cargo de mohareb ("enemigo de Dios"), por sembrar corrupción en la tierra, atentar contra la seguridad nacional y distribuir propaganda contra la República Islámica de Irán.
La Corte Suprema iraní ratificó las condenas a muerte en enero de 2013 y el 27 del mismo mes, Shabani fue ejecutado junto a Hadi Rashedi.

## Biografía
Antes de su arresto, Shabani residía en Ramshir (conocida en árabe como Jalafabad) en la provincia de Juzestan con su mujer y su hijo. Trabajaba como profesor de literatura y cultura árabes en un instituto local. Era conocido como poeta en árabe y persa y fundó el Dialogue Institute, que promovía la cultura y la literatura árabes en Irán.
Obtuvo una licenciatura en literatura y lengua árabes y pedagogía, así como un máster en ciencias políticas de la Universidad de Ahvaz.

## Arresto
En febrero de 2011, Shabani fue arrestado junto a otros cuatro árabes iraníes -Hadi Rashedi, Mohammad-Ali Amouri y los hermanos Mokhtar Alboshokeh y Jaber Alboshokeh. sus arrestos fueron considerados parte de una más amplia represión contra la minoría árabe iraní. De acuerdo con Amnistía Internacional, estos individuos fueron detenidos "aparentemente en relación con sus actividades culturales, tales como organización de eventos en lengua árabe, conferencias, cursos educativos, clases de arte y recitales de poesía."

## Confesión televisada
El 13 de diciembre de 2011, la cadena de televisión de habla inglesa Press TV bajo control del gobierno iraní emitió un "documental" con imágenes de Shabani, Rashedi y otro árabe iraní, Taha Heidarian. En este programa, Shabani y Rashedi confesaban "formar parte de un grupo terrorista armado árabe llamado Al-Moqawama al-Shaabiya ('Movimiento Popular'), responsable de disparar contra cuatro empleados del gobierno." El canal detelevisión sostenía que los Estados Unidos y el Reino Unido apoyan a este grupo terrorista.
Varios grupos en defensa de los Derechos Humanos mantienen que las confesiones "fueron forzadas bajo coerción y tortura durante su detención en las instalaciones del Ministerio de Inteligencia, y que los detenidos desmintieron los cargos contra ellos en el tribunal." Reported examples of torture are a broken pelvic bone suffered by Rashedi, and that Shabani's feet were placed in boiling water to make him confess.

## Sentencia de muerte
El 7 de julio de 2012, un Tribunal Revolucionario falló contra Shabani y los otros cuatro ahvazíes (árabes iraníes) arrestados en febrero de 2011 y los sentenció a muerte bajo la acusación de Mohareb ("enemigo de Dios"), por los cargos de "sembrar corrupción en la tierra, atentar contra la seguridad nacional y distribuir propaganda contra la República Islámica de Irán." Amnistía Internacional afirmó que las confesiones de Shabani y Rashedi publicadas por Press TV fueron "una violación de los estándares internacionales para un juicio justo." En junio de 2013, la COrte Suprema iraní ratificó sus condenas a muerte.

## Ejecución
El 29 de enero de 2014, aparecieron informes que sostenían que tanto Shabani como Rashedi habían sido ejecutados. En una violación de sus propias regulaciones jurídicas, las autoridades iraníes habían ejecutado a ambos hombres sin previa notificación a sus familias ni allegados. Los ahorcamientos tuvieron lugar presuntamente el 27 de enero en una prisión sin identificar después de que el presidente de Irán, Hassan Rouhani, aprobara las sentencias.

## Poema de su autoría, que podría ser la última de sus creaciones
Siete razones por las que debo morir
Durante siete días me gritaron
¡Estás haciendo la guerra contra Allah!
Sábado, ¡porque eres árabe!
Domingo, bueno, provienes de Ahvaz
Lunes, recuerda que eres iraní 
Martes: Te burlas de la sagrada Revolución
Miércoles, ¿no alzaste tu voz por los otros? 
Jueves, eres un poeta y un bardo
Viernes: eres un hombre, ¿no es eso suficiente para morir?